# 자라이눠얼구

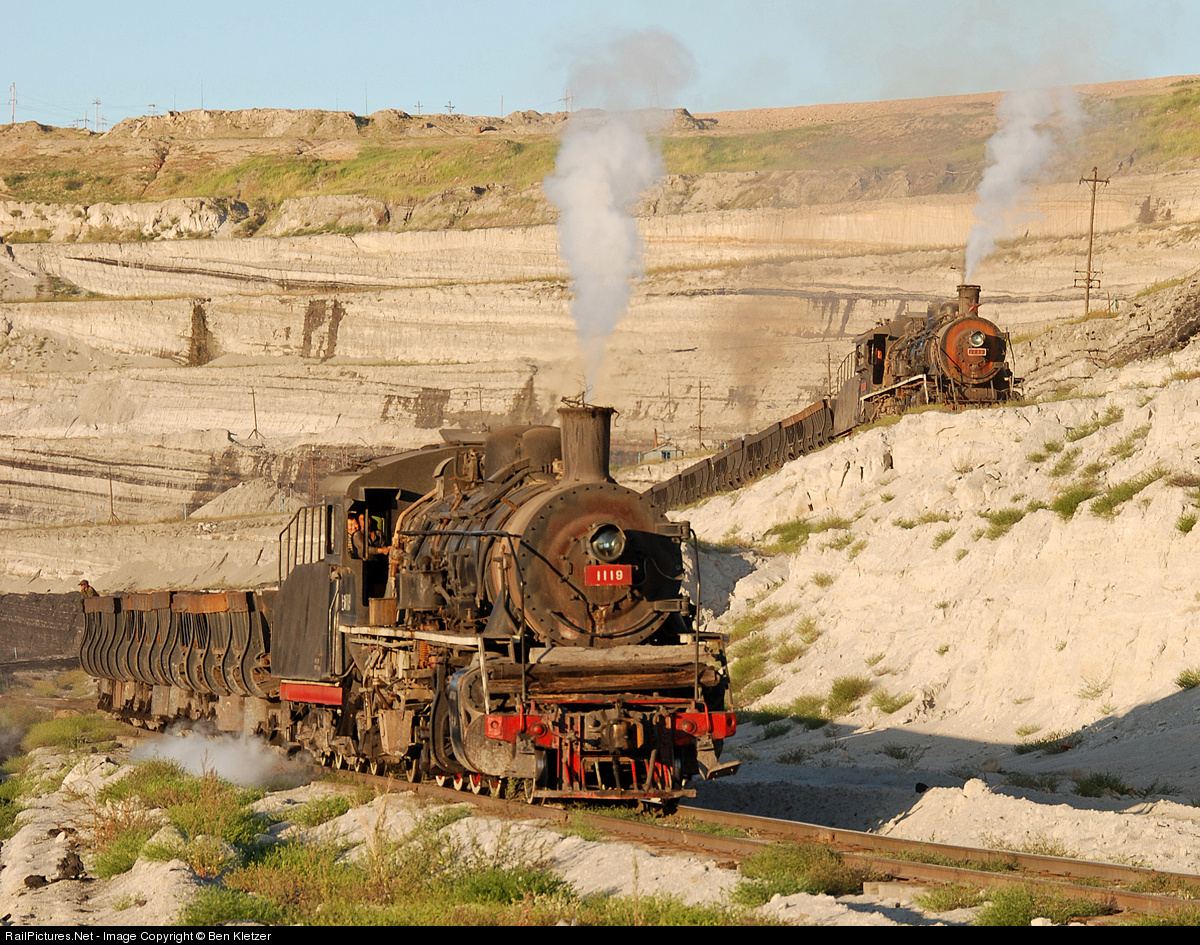

자라이눠얼구(중국조선어: 짜래놀구, 중국어: 扎赉诺尔区, 병음: Zhālàinuò'ěr Qū, 몽골어: Жалаинаур тоори)는 중화인민공화국 내몽골 자치구 후룬베이얼 시의 현급 행정 구역으로 면적은 272km2, 인구는 84424명(2020년 기준)이다. 2013년 만저우리 시에서 분리되어 신설되었다.

## 행정 구역
6개 가도를 관할한다.
- 가도: 第一街道, 第二街道, 第三街道, 第四街道, 第五街道, 灵泉街道